# Żerniki (Mazovie)
Pour les articles homonymes, voir Żerniki.
Żerniki (prononciation : [ʐɛrˈniki]) est un village polonais de la gmina de Brudzeń Duży dans le powiat de Płock de la voïvodie de Mazovie dans le centre-est de la Pologne.
Il se situe à environ 4 kilomètres au sud de Brudzeń Duży (siège de la gmina), 16 km au nord-ouest de Płock (siège du powiat) et à 111 km au nord-ouest de Varsovie (capitale de la Pologne).
Le village compte approximativement une population de 150 habitants.

## Histoire
De 1975 à 1998, le village appartenait administrativement à la voïvodie de Płock.